# Axionice abyssorum
Axionice abyssorum är en ringmaskart som först beskrevs av Maurice Caullery 1944.  Axionice abyssorum ingår i släktet Axionice och familjen Terebellidae. Inga underarter finns listade i Catalogue of Life.